# Wolfenmond

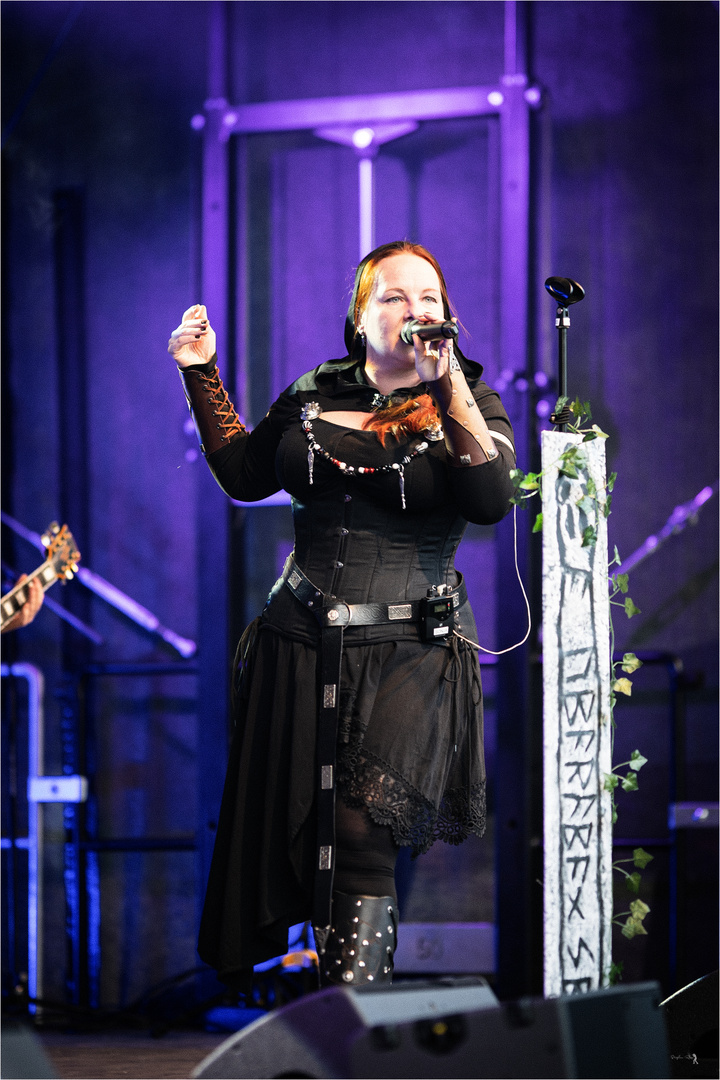
Sonja Saltara bei der Hexennacht, Burg Satzvey, Mechernich, 2023

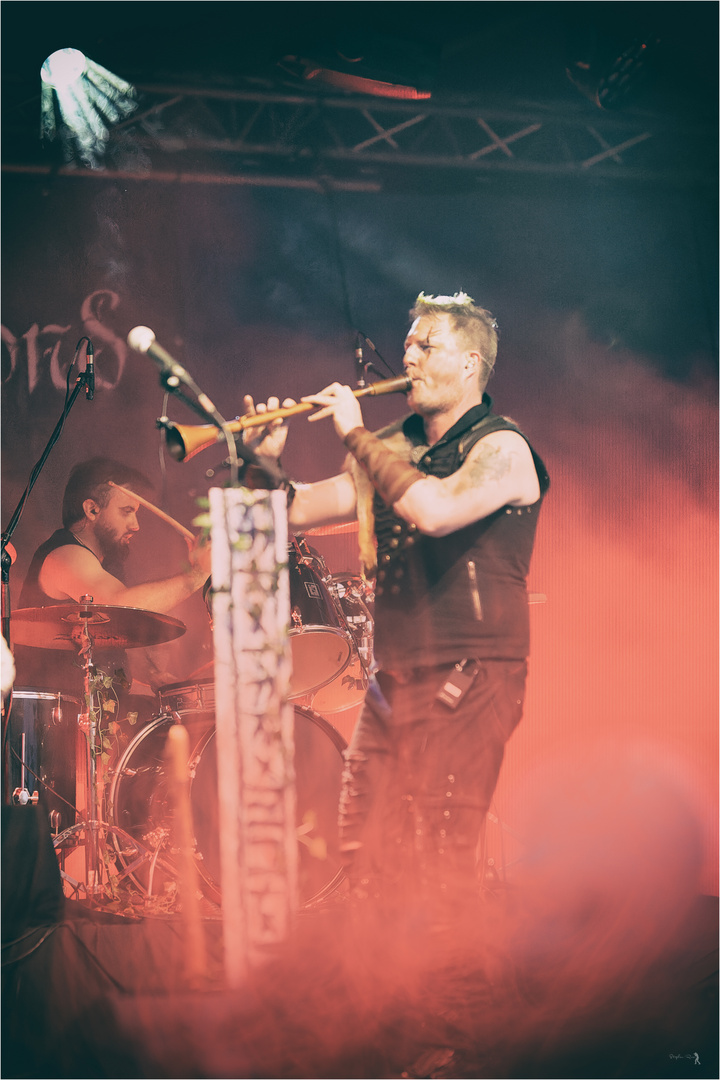
Jan Hanusch und Christo de Marmedico bei der Hexennacht, Burg Satzvey, Mechernich, 2023

Wolfenmond ist eine deutsche Band. Sie wurde 1999 in Marburg von Sonja Saltara und Christo de Marmedico als Mittelalterband gegründet. Nach einigen Auftritten vergrößerte sich die Band und tourte seit 2000/2001 durch Deutschland. Seit 2016 ist Wolfenmond mit neuer Besetzung und neuem musikalischem Stil unterwegs; neben Sonja Slatara und Christo de Marmedico sind nun E-Gitarrist Robin Hadamovsky (Majesty, Wolfenmond) und Schlagzeuger Jan Hanusch fester Bestandteil der Band. Zusammen lassen sie Wolfenmond komplett neu aufleben. Der neue musikalische Stil: eine Verschmelzung von Klängen historischer Wikinger-Instrumente, harter Metal-Gitarrenriffs und mächtigen Drums, welche die Sagen und Mythen der alten Zeit untermauern.

## Geschichte
Im Jahr 2001 erschien das Debütalbum Mantica. 2002 teilte sich Wolfenmond in zwei musikalische Gruppen auf, die Spielleute Wolfenmond (Dudelsackmusik) und das Ensemble Wolfenmond (Drehleier und Schalmei), die Besetzung blieb dieselbe. Mit dem Album Finisterre 2002 wurde mit Lichtbringer eine neue Plattenfirma gefunden, die das Album und die Band vermarktete und ihre Konzerte organisierte.
Mit dem Album Wintersturm wurde eine neue Ära Wolfenmonds eingeläutet. Seit diesem Album ist Wolfenmond bei dem Label Trisol Music Group. Es wurden nicht mehr nur historische Lieder neu interpretiert, sondern auch Eigenkompositionen ins Programm und auf die CD aufgenommen (z. B. Weidenkranz). Das nächste Album Flammenspiel & Schattenklang folgte bald als Doppel-CD.
Aufgrund des schnellen Verkaufs der ersten Auflagen wurden Wiederveröffentlichungen von Wintersturm sowie Flammenspiel & Schattenklang herausgebracht. Als Besonderheit wurde das Album Wintersturm als Doppel-CD mit einem Live-Mitschnitt eines Konzertes aus Koblenz aufgewertet.
Im Jahr 2007 wurde das Album Sagas aufgenommen. Es ist das erste Album, das weitgehend ohne historische Vorlagen komponiert wurde. Die Texte schrieb Sonja Saltara. Lediglich das Intro sowie das Lied „Ymir“ haben als Vorlage die isländische Edda.
Wolfenmond hat sich 2009 neu orientiert und verwendet seitdem nicht mehr nur historische Instrumente. Der neue Stil spiegelte sich im Remix-Album Neumond von 2009 wider. Lediglich die ersten fünf Tracks des Albums sind neugeschriebene wie auch remixte Wolfenmond-Lieder von Christo de Marmedico und Tambor von Wila. Die anderen Tracks der CD sind Remixes alter Wolfenmond-Lieder von anderen Künstlern, wie ASP oder Ingo Hampf (Subway to Sally).
Nach rund zehnjähriger Pause wurde am 6. November 2020 das Musikvideo zu Verbannt auf Youtube veröffentlicht. Hier werden mittelalterliche Instrumente mit neuen, elektronischen Instrumenten unterstützt. Das neue erscheinende Album Aufbruch, woraus Verbannt die erste Auskopplung ist, setzt die Erzählung von Geschichten aus dem Norden Europas, wie zuvor auf der Sagas, fort. Diesmal sind es jedoch die Geschichten der Wikinger, die hier erzählt werden.
Die beiden EPs Runar und Galdra wurden von Simon Michael (Subway to Sally / Silverlane / Great Hall Music) gemischt und gemastert.

## Diskografie
- 2001: Mantica
- 2002: Finisterre – Die Reise ans Ende der Welt (Lichtbringer)
- 2003: Wintersturm (Trisol Music Group), Wiederveröffentlichung 2005
- 2004: Flammenspiel & Schattenklang (Trisol Music Group), Wiederveröffentlichung 2005
- 2007: Sagas (Trisol Music Group)
- 2009: Neumond (Trisol Music Group)
- 2021: Aufbruch
- 2021: Runar
- 2023: Galdra
- 2024: Zauberkraft